# 桑野和明
桑野 和明（くわの かずあき）は、日本の小説家（ホラー作家）、ライター。福岡県出身。
2009年10月29日発売の『大正野球娘。～乙女達乃青春日記〜』でデビューし、その後、代表作『ゴメンナサイ』を発表して後に映画化もされた。
別の名義に日高由香（ひだか ゆか）、桃乃蛍（ももの ほたる）などがある。愛称はおじき。

## 来歴
2009年にPlayStation Portable用ゲームソフト『大正野球娘。～乙女達乃青春日記〜』のシナリオ担当でライターデビュー。
2007年頃より、携帯小説サイト「魔法のiらんど」に日高由香のペンネームで活動を開始、同サイトに投稿され80万人の読者を熱狂させた連作ホラー小説『ゴメンナサイ』が2009年11月に双葉文庫より刊行、2011年に代表作『ゴメンナサイ』が℃-uteの鈴木愛理が主演で映画化される。
2010年に18禁のパソコンゲームソフト『幻月のオアンドオラ』のノベライズ作品を、集英社スーパーダッシュ文庫より桃乃蛍の名義で発行。
2011年より『りぼん』2008年10月号より連載が開始した、いしかわえみ原作の少女漫画『絶叫学級』（ぜっきょうがっきゅう）の小説版を桑野和明名義で担当。いずれも原作のエピソードより各巻の主題に沿った3,4話分をノベライズしている。既刊24冊になる。
2014年に、日高由香の名義でよりKADOKAWA/アスキー・メディアワークス 『13ゲーム-そして、僕たちは殺しあった』を魔法のiらんどレーベルより発表。
2016年には桑野和明名義で小説投稿サイト「エブリスタ」に投降した作品が、双葉文庫より『名画座パラディーゾ 朝霧千映のロジック』として書籍化。
2017年には『京都の甘味処は神様専用です』シリーズの連載開始を開始。
2019年には『神楽坂0丁目-あやかし学校の先生になりました』シリーズを双葉文庫より発表した。

## 作品一覧

### 単行本
- ゴメンナサイ（2009年11月 双葉社ソフトカバー / 2011年7月 双葉文庫 / 2016年7月 双葉社ジュニア文庫）日高由香名義
- 幻月のパンドオラ（2010年7月 集英社スーパーダッシュ文庫）桃乃蛍名義
- 13ゲーム ―そして、僕たちは殺しあった―（2014年12月 魔法のiらんど単行本）日高由香名義
- 名画座パラディーゾ 朝霧千映のロジック（2016年6月 双葉文庫）
- 異世界カード無双 魔神殺しのFランク冒険者（2022年3月 - 、Kラノベブックス）
- 「雑魚スキル」と追放された紙使い、真の力が覚醒し世界最強に 〜世界で僕だけユニークスキルを2つ持ってたので真の仲間と成り上がる〜（2023年8月 - 、Mノベルス）

### 京都甘味処シリーズ
- 京都の甘味処は神様専用です （2017年5月 双葉文庫）
- 京都の甘味処は神様専用です(2) （2017年10月 双葉文庫）
- 京都の甘味処は神様専用です(3) （2018年4月 双葉文庫）
- 京都の甘味処は神様専用です(4) （2018年10月 双葉文庫）

### あやかし学校シリーズ
- 神楽坂0丁目 あやかし学校の先生になりました 　（2019年4月 双葉文庫）
- 神楽坂0丁目 あやかし学校の先生になりました 2　（2019年11月 双葉文庫）

### 絶叫学級シリーズ
- 絶叫学級 禁断の遊び編 （2011年6月 集英社みらい文庫）
- 絶叫学級 暗闇にひそむ大人たち編 （2011年9月 集英社みらい文庫）
- 絶叫学級 くずれゆく友情編 （2012年1月 集英社みらい文庫）
- 絶叫学級 ゆがんだ願い編 （2012年6月 集英社みらい文庫）
- 絶叫学級 ニセモノの親切編 （2012年9月 集英社みらい文庫）
- 絶叫学級 プレゼントの甘いワナ編 （2013年2月 集英社みらい文庫）
- 絶叫学級 いつわりの自分編 （2013年6月 集英社みらい文庫）
- 絶叫学級 ルール違反の罪と罰編 （2013年10月 集英社みらい文庫）
- 絶叫学級 終わりのない欲望編 （2014年2月 集英社みらい文庫）
- 絶叫学級 悪夢の花園編 （2014年6月 集英社みらい文庫）
- 絶叫学級 いじめの結末編 （2014年9月 集英社みらい文庫）
- 絶叫学級  家族のうらぎり編 （2015年1月 集英社みらい文庫）
- 絶叫学級 不幸を呼ぶ親友編 （2015年5月 集英社みらい文庫）
- 絶叫学級 死を招く都市伝説編 （2015年10月 集英社みらい文庫）
- 絶叫学級 呪われた初恋編 （2016年2月 集英社みらい文庫）
- 絶叫学級 満たされないココロ編 （2016年5月 集英社みらい文庫）
- 絶叫学級 笑顔の裏の本音編 （2016年9月 集英社みらい文庫）
- 絶叫学級 ナイモノねだりの報い編 （2017年1月 集英社みらい文庫）
- 絶叫学級 人気者の正体編 （2017年5月 集英社みらい文庫）
- 絶叫学級 いびつな恋愛編 （2017年8月 集英社みらい文庫）
- 絶叫学級 つきまとう黒い影編 （2017年12月 集英社みらい文庫）
- 絶叫学級 悪意にまみれた友だち編 （2018年5月 集英社みらい文庫）
- 絶叫学級 災いを生むウワサ編 （2018年10月 集英社みらい文庫）
- 絶叫学級 悪魔のいる教室編 （2019年2月 集英社みらい文庫）

### アンソロジー
- ちょーコワ! 最凶怪談 (2012年7月 集英社みらい文庫/新書）「ゆな子」収録

## その他の活動
ゲームシナリオ
- 大正野球娘。～乙女達乃青春日記〜

漫画原作
- ゴメンナサイ (2011年11月 ジュールコミックス（COMIC魔法のiらんどシリーズ）)
- 異世界カード無双　魔神殺しのFランク冒険者（2022年5月 - 刊行中 シリウスKC）

映像化作品
- ゴメンナサイ（2011年10月29日公開、Thanks Lab.、鈴木愛理主演）